# 安藤光展
安藤 光展（あんどう みつのぶ、1981年10月27日 - ）はCSRコンサルタント。

## 人物
1981年長野県生まれ。大学卒業後、インターネット系広告会社などを経て2008年で独立。CSR（企業の社会的責任）関連ビジネスに従事。

## 著書
- 『この数字で世界経済のことが10倍わかる - 経済のモノサシと社会のモノサシ』 （安藤光展著、技術評論社／2014年1月）
- 『CSRデジタルコミュニケーション入門』 （安藤光展著、インプレスR&D／2016年3月）